# Palzem (Ortsbezirk)
Palzem ist der namensgebende Ortsteil und ein Ortsbezirk der Ortsgemeinde Palzem im Landkreis Trier-Saarburg in Rheinland-Pfalz.

## Geographie
Palzem liegt in einer halbkreisförmig um das Palzemer Plateau verlaufenden Flussschleife der Obermosel, die hier die Grenze zu Luxemburg bildet.
Zum Ortsbezirk gehört auch der Wohnplatz Rohlingen.
Nachbarorte sind die anderen Ortsbezirke Wehr im Norden, Helfant und Esingen im Nordosten, Dilmar im Osten und Kreuzweiler im Südosten, sowie auf der gegenüberliegenden Seite der Mosel die luxemburgische Gemeinde Stadtbredimus.

## Geschichte
Am 17. März 1974 wurden die Gemeinden Esingen, Helfant, Kreuzweiler (mit Dilmar) und Wehr nach Palzem eingemeindet. Aus allen ehemals selbstständigen Gemeinden wurde nachfolgend je ein Ortsbezirk gebildet.
Zur Geschichte des Ortes siehe Ortsgemeinde „Palzem“.

## Religion
Die römisch-katholische Kirchengemeinde Palzem ist Teil der Pfarreiengemeinschaft Wincheringen.

## Politik

### Ortsbezirk
Palzem ist gemäß Hauptsatzung einer von sechs Ortsbezirken der Ortsgemeinde Palzem. Der Bezirk umfasst das Gebiet der ehemaligen Gemeinde Palzem. Als einziger Ortsbezirk hat Palzem einen Ortsbeirat, der zusammen mit dem Ortsvorsteher die politischen Interessen des Ortsteils vertritt.

### Ortsbeirat
Der Ortsbeirat besteht aus fünf Mitgliedern, die bei der Kommunalwahl am 9. Juni 2024 in einer personalisierten Verhältniswahl gewählt wurden, und dem ehrenamtlichen Ortsvorsteher als Vorsitzendem.
Die Sitzverteilung im Ortsbeirat:
| Wahl | SPD | CDU | FWG (*) | Gesamt  |
| ---- | --- | --- | ------- | ------- |
| 2024 | –   | 3   | 2       | 5 Sitze |
| 2019 | –   | 3   | 2       | 5 Sitze |
| 2014 | 1   | 3   | 1       | 5 Sitze |
| 2009 | 1   | 2   | 2       | 5 Sitze |
| 2004 | 1   | 3   | 1       | 5 Sitze |

### Ortsvorsteher
Matthias Sauerwein (CDU) wurde am 4. September 2024 Ortsvorsteher von Palzem. Da bei der Direktwahl am 9. Juni 2024 kein Wahlvorschlag eingereicht wurde, oblag die Neuwahl des Ortsvorstehers gemäß rheinland-pfälzischer Gemeindeordnung dem Ortsbeirat, der sich auf seiner konstituierenden Sitzung einstimmig für Matthias Sauerwein entschied.
Sein Vorgänger Klaus Beck (CDU) hatte das Amt seit 2009 inne. Zuvor war Dieter Strupp (CDU) Ortsvorsteher von Palzem.

## Sehenswürdigkeiten
In der Denkmalliste des Landes Rheinland-Pfalz (Stand: 2021) werden folgende Kulturdenkmäler genannt:
- Römisch-Katholische Pfarrkirche St. Agatha, klassizistischer Saalbau (1832/33)
- Denkmalzone Ortskern mit Kirche und ihrem Umfeld
- Denkmalzone in der Glocken- und Römerstraße als kennzeichnendes dörfliches Straßenbild
- Zwei weitere Parallelhöfe in der Römerstraße aus dem 19. Jahrhundert
- Je eine Wegekapelle im Ort und in der Gemarkung
- Ehemaliger Kreuzigungsbildstock am Rohlinger Hof (Anfang 19. Jahrhundert)

## Wirtschaft und Infrastruktur

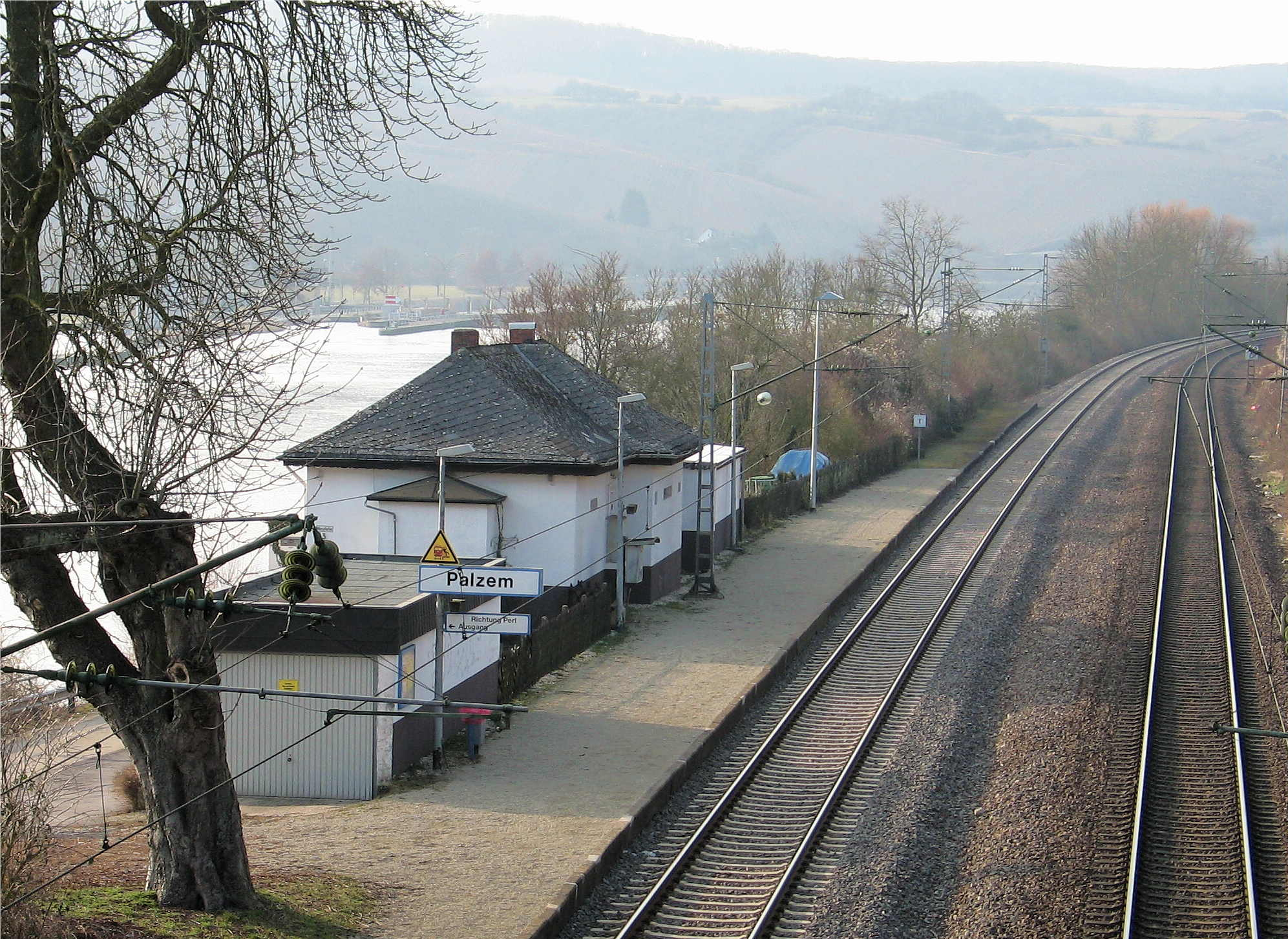
Bahnhof Palzem (2006)

Der Ortsbezirk Palzem liegt an der Bundesstraße 419, die entlang der Mosel verläuft, im Bereich von Palzem aber die Flussschleife abschneidet. Am Ortsrand zweigt die Kreisstraße K 111 in östlicher Richtung ab.
Palzem ist der letzte rheinland-pfälzische Bahnhof an der Obermoselstrecke, die von Trier in die saarländische Gemeinde Perl und weiter nach Frankreich führt.
Zwischen Stadtbredimus und Palzem ist seit 1964 eine der 28 Moselstaustufen in Betrieb, welche die Schiffbarkeit des Flusses erhöhen.